# Giacomo Carissimi
Giacomo Carissimi (getauft 18. April 1605 in Marino bei Rom; † 12. Januar 1674 in Rom) war ein italienischer Komponist.

## Leben und Wirken
Giacomo Carissimi erhielt seine frühe Ausbildung als Chorknabe an der Kathedrale von Tivoli  unter den Kapellmeistern Aurelio Briganti Colonna, Alessandro Capece (um 1575 bis um 1640) und Francesco Manelli. Ab 1623 sang Carissimi im Chor der Kathedrale und zwischen 1624 und 1627 war er Organist. 1628 wurde er Kapellmeister an der Kathedrale von Assisi und noch im gleichen Jahr erhielt er die Berufung zum Kapellmeister an der Basilica minor Sant’Apollinare des Collegium Germanicum in Rom. In dieser eher bescheidenen Stellung entfaltete Carissimi eine durchgreifende Neuordnung fast aller Fächer der zeitgenössischen Musik.
Durch Carissimi erhielt die seit Beginn des 17. Jahrhunderts einsetzende Reformbewegung der italienischen Musik ihren ersten Abschluss. Er formte die weltliche Kantate, die Arie und auch das Duett in einer so gekonnten Weise, dass die gesamte weitere Entwicklung dieser Formen auf seinen Ideen aufbaute. Insbesondere gilt dies für das Rezitativ. Auch den Chören verlieh Carissimi eine gesteigerte Ausdrucksfähigkeit.
Ein Hauptverdienst des Komponisten bleibt, dass er auch der Kirchenmusik diesen neuen Stil aufzuprägen versuchte. Hierzu komponierte er eine Reihe Historien in Kantatenform. Hier verband sich der begleitete Sologesang mit ausdrucksstarken Chören. Damit erfand er das spätere biblische Oratorium. Zu seinen Schülern zählten Philipp Jakob Baudrexel, Antonio Cesti und Marc-Antoine Charpentier sowie vermutlich Alessandro Scarlatti.
Carissimis umfangreiches Werk umfasst u. a. insgesamt 207 geistliche Oratorien und Motetten in lateinischer Sprache für eine bis zwölf Stimmen, acht Messen, 227 geistliche und weltliche Kantaten in italienischer Sprache für eine bis drei Stimmen sowie 42 Orgelversetten in acht Kirchentonarten.
Carissimi wurde in der Basilica di Sant’Apollinare in Rom beigesetzt.
Giuseppe Ottavio Pitoni, seit 1686 einer der Nachfolger Carissimis als Maestro di Cappella am Collegio Germanico, beschrieb diesen in seinen Notizia de’ contrappuntisti e compositori di musica als „sehr sparsam in seinen häuslichen Angelegenheiten“ sowie „hoch aufgeschossen, grazil und zur Melancholie neigend“.

## Werke (Auswahl)
- Oratorien
  - Balthazar
  - Dives Malus
  - Historia Davidis Et Jonathae
  - Historia di Job
  - Historia Divitis
  - Jephte
  - Jonas
  - Judicium Extremum
  - Judicium Salomonis
  - Martyres
  - Vanitas Vanitatum
  - Oratorio della SS Vergine
- Ars cantandi
  - dt. Übersetzung von Philipp Jakob Baudrexel[3]: Ars cantandi, Das ist: Richtiger und außführlicher Weg, die Jugend aus dem rechten Grund in der Sing-Kunst zu unterrichten. Walder, Augsburg 1718 (Digitalisat bei Google Books)